# وود لیک (نبراسکا)
وود لیک(به انگلیسی: Wood Lake) شهری در ایالت نبراسکا کشور ایالات متحده آمریکا است که جمعیت آن در سرشماری سال ۲۰۱۰ میلادی، ۶۳ نفر بوده‌است.